# Lescun
Lescun – miejscowość i gmina we Francji, w regionie Nowa Akwitania, w departamencie Pireneje Atlantyckie.
Według danych na rok 1990 gminę zamieszkiwało 198 osób, a gęstość zaludnienia wynosiła 3 osób/km² (wśród 2290 gmin Akwitanii Lescun plasuje się na 979. miejscu pod względem liczby ludności, natomiast pod względem powierzchni na miejscu 78.).